# 坊城定資
坊城 定資（ぼうじょう さだすけ）は、鎌倉時代中期から後期にかけての公卿。藤原北家勧修寺流、権大納言・坊城俊定の嫡男。官位は正二位・権中納言。坊城家2代当主。

## 経歴
建治4年（1278年）従五位下に叙爵。弘安3年（1280年）従五位上に進み、弘安8年（1285年）に正五位下・左兵衛佐に叙任。正応元年（1288年）中宮権大進を兼ねた。
正応4年（1291年）に左衛門権佐に転任。防鴨河使を兼ね、正応5年11月（1293年1月）五位蔵人に補任された。永仁5年（1297年）右少弁を兼任。永仁6年（1298年）正五位上・左少弁に叙任。同年春宮大進を兼帯して胤仁親王（後の後伏見天皇）に仕え、また伏見上皇の院政を助けた。正安元年（1299年）従四位下・権右中弁、正安2年（1300年）従四位上・右中弁と順調に昇進を重ね、右宮城使を兼任。さらに同年末、正四位下に叙せられた。
正安3年（1301年）内蔵頭を兼ねる。正安4年（1302年）左中弁に転じると、さらに蔵人頭に補せられ、左宮城使・装束使を務めた。乾元2年（1303年）参議に任ぜられて公卿に列し、右大弁に転任。嘉元2年（1304年）従三位・近江権守に叙任され、徳治元年12月（1307年1月）権中納言に進んだ。この前後に左大弁・修理大夫・造東大寺長官・左兵衛督・検非違使別当・左衛門督を兼帯した。また、花園天皇の即位に伴って伏見上皇の院政が再開されるとその伝奏を務めた。
延慶2年（1309年）正三位に昇叙。延慶3年（1310年）さらに従二位に進むが、同年権中納言を辞退。応長元年（1311年）本座を聴され、正和元年（1312年）に兵部卿を兼ねた。正和2年（1313年）正二位に至り、正和4年（1315年）民部卿、次いで大宰権帥に遷った。文保元年（1317年）伏見上皇が崩御すると、その子の後伏見上皇が後をついで院政を行うが、定資は引き続き上皇の側近として伝奏を務めるなど、持明院統に接近した。
文保2年（1318年）大宰権帥を辞退。同年大覚寺統の後醍醐天皇の即位に伴って後宇多上皇の院政が再開されると、その伝奏を務める。しかし、伝奏としての活動を示す記録は少なく、本郷和人は母方（母は後宇多天皇に仕えた女官）の縁で名目だけの伝奏であり、むしろ後伏見上皇の近くで執権として活動した可能性を指摘している。史料上でも文保3年（1319年）には後伏見上皇とその女御西園寺寧子が定資の住む吉田第に方違を行うなど、引き続き定資が持明院統側に近いことが確認できる。その後大覚寺統の治世中である10余年は官に就かず、元徳2年（1330年）病となり、7月11日辰の刻、散位のまま66歳で薨去した。その死は頓死であったと伝えられる。

## 官歴
※以下、『公卿補任』の記載に従う。
- 建治4年（1278年）正月28日：従五位下に叙す（東二条院御給）。
- 弘安3年（1280年）3月12日：従五位上に叙す。
- 弘安8年（1285年）正月5日：正五位下に叙す。8月11日：左兵衛佐に任ず。
- 正応元年（1288年）8月20日：中宮権大進を兼ぬ。
- 正応4年（1291年）
  - 10月15日：左衛門権佐に転じ、中宮権大進如元。
  - 10月29日：防鴨河使を兼ぬ。
- 正応5年11月23日（1293年1月1日）：五位蔵人に補す。
- 永仁4年（1296年）4月13日：中宮権大進を止む。
- 永仁5年（1297年）6月7日：右少弁を兼ね、蔵人・左衛門権佐如元。7月20日：蔵人・佐を去る。
- 永仁6年（1298年）
  - 正月5日：正五位上に叙す（去応安四朝覲行幸行事賞）。
  - 6月8日：左少弁に転ず。
  - 7月20日：新帝昇殿を聴す。
  - 8月10日：春宮大進を兼ぬ。
- 正安元年（1299年）6月6日：権右中弁に転じ、従四位下に叙す。大進を去る。
- 正安2年（1300年）
  - 正月11日：従四位上に叙す（朝覲行幸日院司賞）。
  - 4月7日：右中弁に転ず。
  - 5月29日：右宮城使を兼ぬ。
  - 12月23日（1301年2月2日）：正四位下に叙す。
- 正安3年（1301年）正月21日：新帝昇殿を聴す。2月1日：内蔵頭を兼ぬ。8月24日：春宮昇殿を聴す。
- 正安4年（1302年）
  - 2月20日：内蔵頭を止む。
  - 3月23日：左中弁に転じ、蔵人頭に補す。
  - 4月17日：左宮城使を兼ぬ。
  - 5月17日：装束使を兼ぬ。
  - 11月18日：内蔵頭を兼ぬ。
- 乾元2年（1303年）正月28日：参議に任じ、右大弁に転ず。
- 嘉元2年（1304年）3月7日：近江権守を兼ぬ。10月21日：従三位に叙す。
- 嘉元3年（1305年）
  - 12月30日（1306年1月15日）：左大弁に転じ、修理大夫を兼ぬ。
  - 閏12月17日（1307年2月1日）：造東大寺長官を兼ぬ。
- 徳治元年12月22日（1307年1月26日）：権中納言に任ず。
- 徳治2年（1307年）
  - 正月29日：左兵衛督を兼ね、検非違使別当に補す。
  - 4月24日：右衛門督に転ず。
  - 12月12日（1308年1月6日）：左衛門督に転ず。
- 徳治3年（1308年）2月7日：修理大夫を辞す。9月17日：検非違使別当を辞す。11月30日（1309年1月11日）：帯剣を聴す。
- 延慶2年（1309年）8月10日：正三位に叙す。
- 延慶3年（1310年）11月20日：従二位に叙す。12月4日：服解。12月11日：権中納言を辞す。
- 応長元年（1311年）5月15日：本座を聴す。
- 正和元年（1312年）5月28日：兵部卿を兼ぬ。
- 正和2年（1313年）9月20日：正二位に叙す。
- 正和4年（1315年）7月21日：民部卿に転ず。12月15日（1316年1月10日）：大宰権帥に遷る。
- 文保2年（1318年）2月11日：大宰権帥を止む。
- 元徳2年（1330年）7月11日：辰刻薨去。享年66。

## 系譜
- 父：坊城俊定
- 母：宮仕女房
- 妻：四条隆氏の娘[1]
  - 長男：坊城俊実（1296-1350）
  - 次男：勧修寺経顕（1298-1373）
- 生母不明の子女
  - 三男：町口経量（1316-1380）
  - 男子：定茂
  - 猶子：定我（?-?）